# Stade Saputo
Stade Saputo – kanadyjski stadion piłkarski w Montrealu, w prowincji Quebec. Został otwarty 18 maja 2008 roku. Jest domowym obiektem dla klubu Montreal Impact. Zbudowany na terenie dawnego stadionu treningowego, powstałego na potrzeby Letnich Igrzysk Olimpijskich 1976. Widownia wynosi 20,521, plasując stadion na drugim pod tym względem jeśli chodzi o stadion piłkarski w Kanadzie, po BMO Field w Toronto.

## Konstrukcja
Stadion kosztował około 47 milionów C$, połowę kosztów pokryła firma Saputo, resztę zapłacili prywatni inwestorzy. Operatorem stadionu jest sam klub, więc znajduje się tu także jego siedziba, a także centrum treningowe. Obiekt został zaprojektowany przez Dant Clayton Corporation, a za budowę odpowiadała Broccolini Construction Inc.
Stadion początkowo miał 13 034 miejsc na widowni, jednak w maju 2010 roku zdecydowano się na modernizację obiektu i powiększenie widowni do 20 000, w związku z planowanym startem Impactu w rozgrywkach MLS.

## Użytkowanie
Obecnie stadion jest wykorzystywany głównie przez zawodników Impact, ale grają tu też inne lokalne drużyny. Ponieważ płyta boiska pokryta jest naturalną trawą, Reprezentacja Kanady preferuje rozgrywać swoje mecze właśnie na tym obiekcie.
Pierwszy mecz zawodnicy Impactu zagrali tutaj 19 maja 2008 roku, remisując bezbramkowo z Vancouver Whitecaps. Z kolei pierwszego gola na tym obiekcie dla Impactu trafił, 13 czerwca 2008, Rocco Placentino w meczu z Charleston Battery. Był to gol, jak się to potem okazało zwycięski, gdyż mecz zakończył się wynikiem 1-0. Pierwszym spotkaniem na zmodernizowanym stadionie było starcie z Seattle Sounders, 16 czerwca 2012, które gospodarze wygrali 4-1.
Pierwszym międzynarodowym meczem był pojedynek rewanżowy drugiej rundy eliminacji do mistrzostw świata strefy CONCACAF, który odbył się tu 20 czerwca 2008.

## Galeria

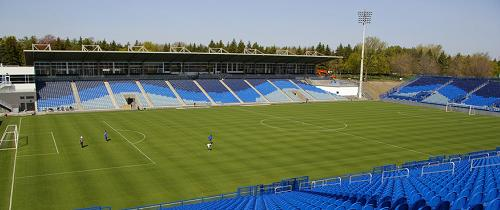
Widok na stadion przed modernizacją
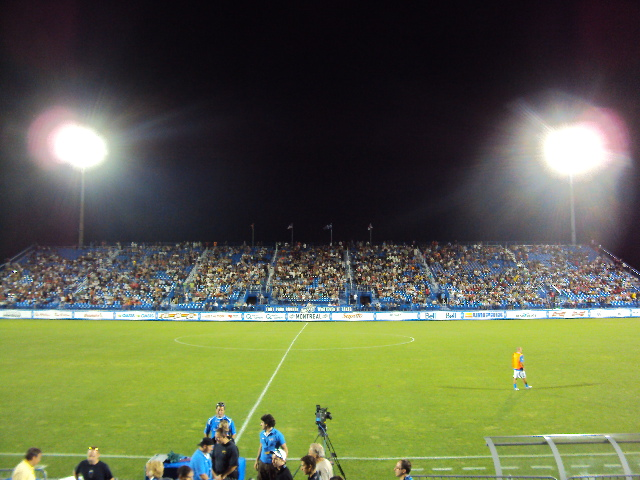
Stade Saputo w nocy przed przebudową
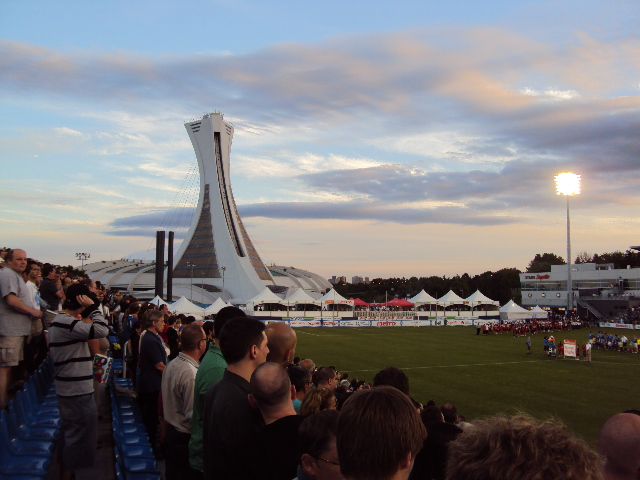
Stadion w 2010 roku
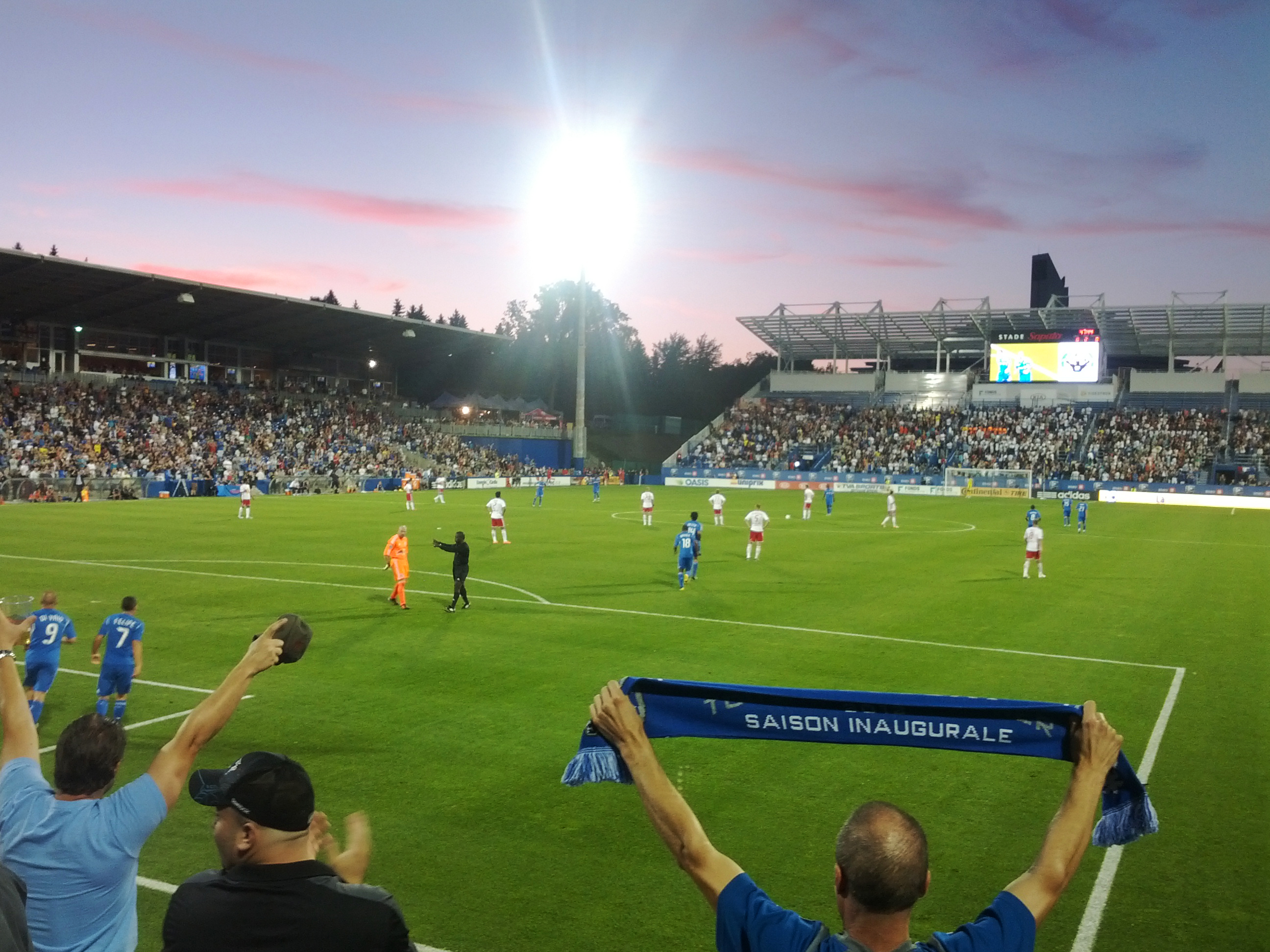
Impact w meczu z New York Red Bulls
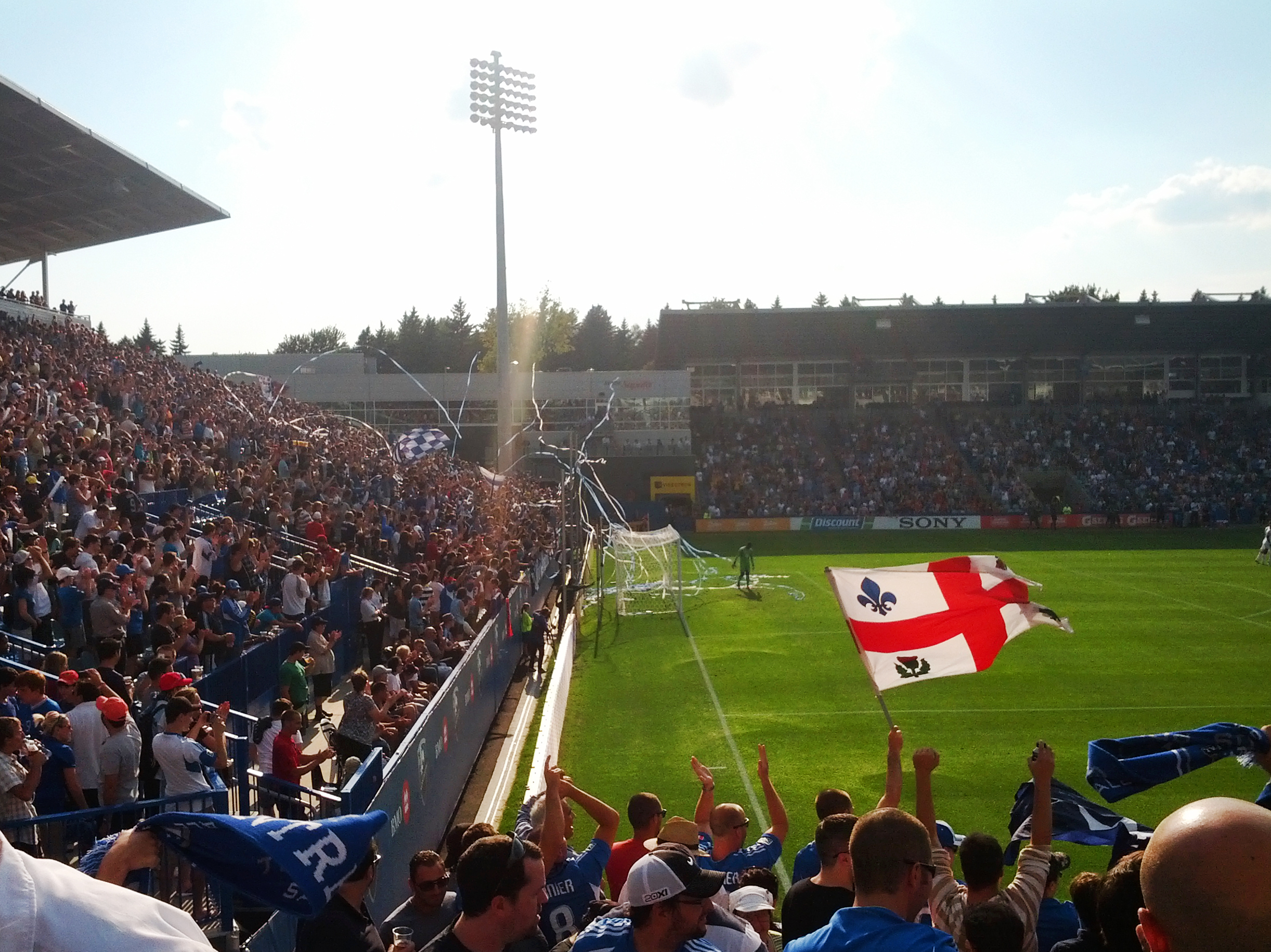
Radość z gola strzelonego D.C. United
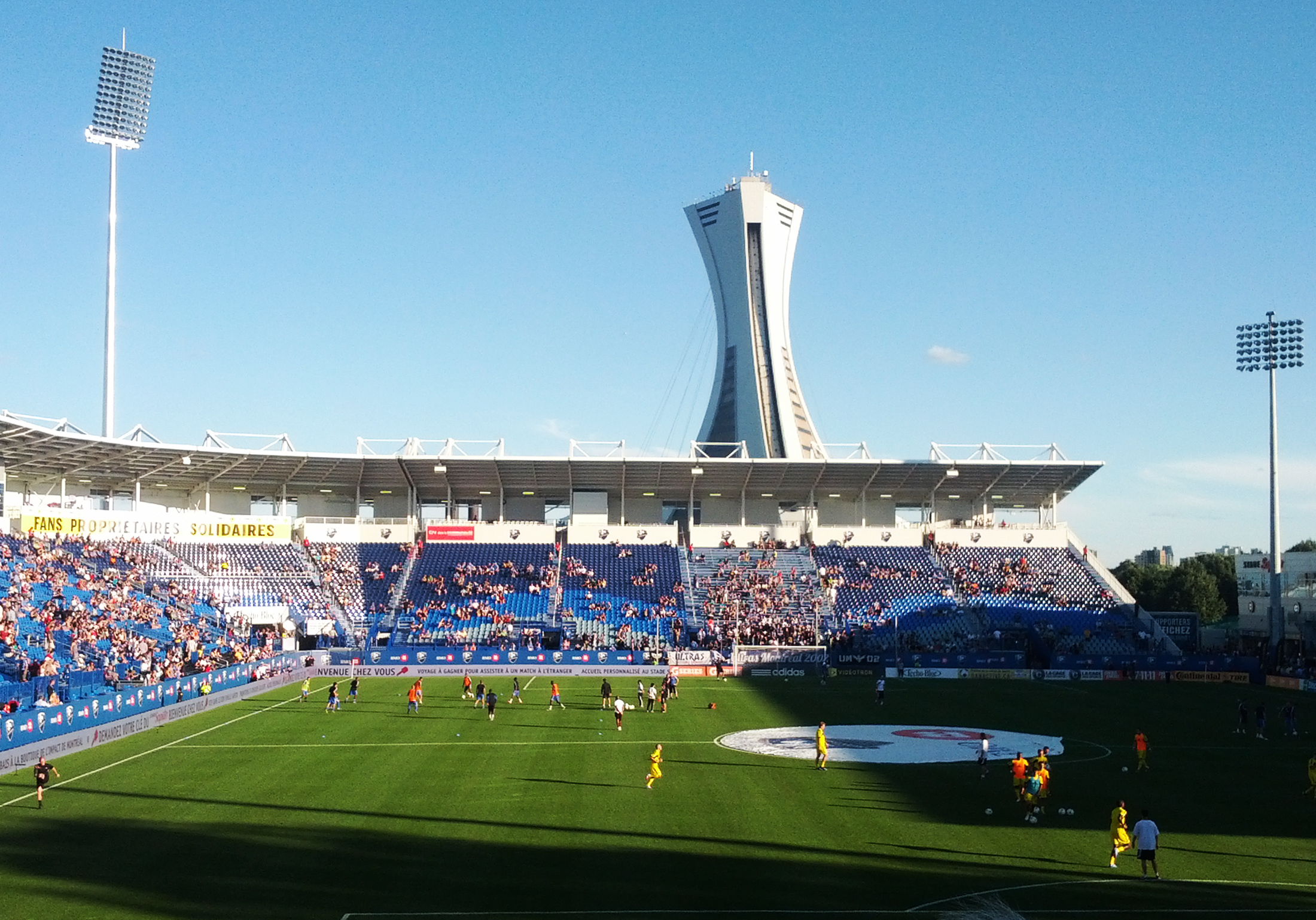
Stadion w lipcu 2012 po przebudowie
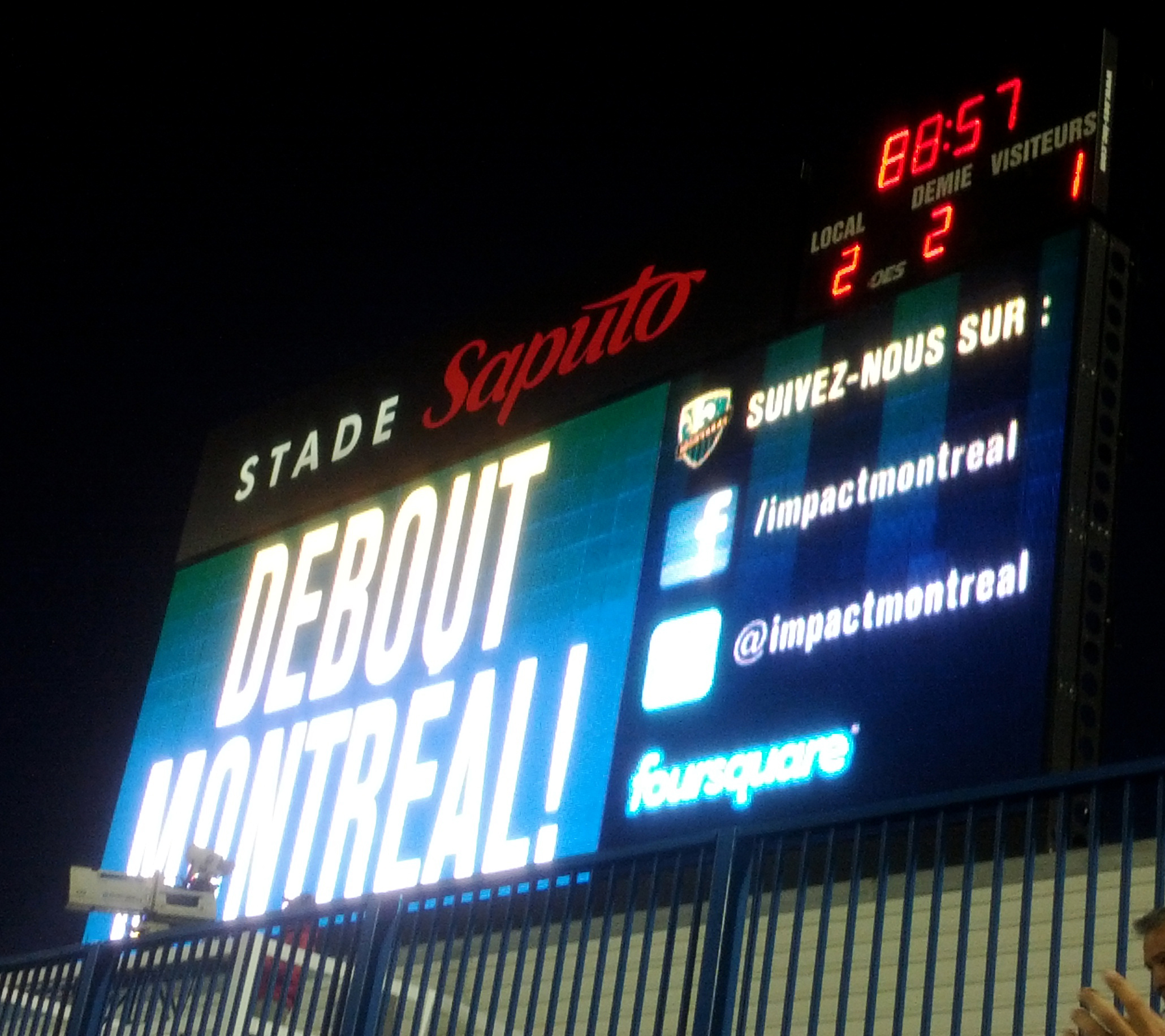
Tablica z wynikami na Stade Saputo